# جيمس فورد بيل
جيمس فورد بيل (بالإنجليزية: James Ford Bell)‏ هو منفذ ‏ أمريكي، ولد في 16 أغسطس 1879، وتوفي في 7 مايو 1961.